# IC 447
IC 447 = IC 2169 ist ein Reflexionsnebel im Sternbild Monoceros südlich des Himmelsäquators. Das Objekt wurde am 24. Januar 1894 vom US-amerikanischen Astronomen Edward Barnard entdeckt.